# شارع الرينبو

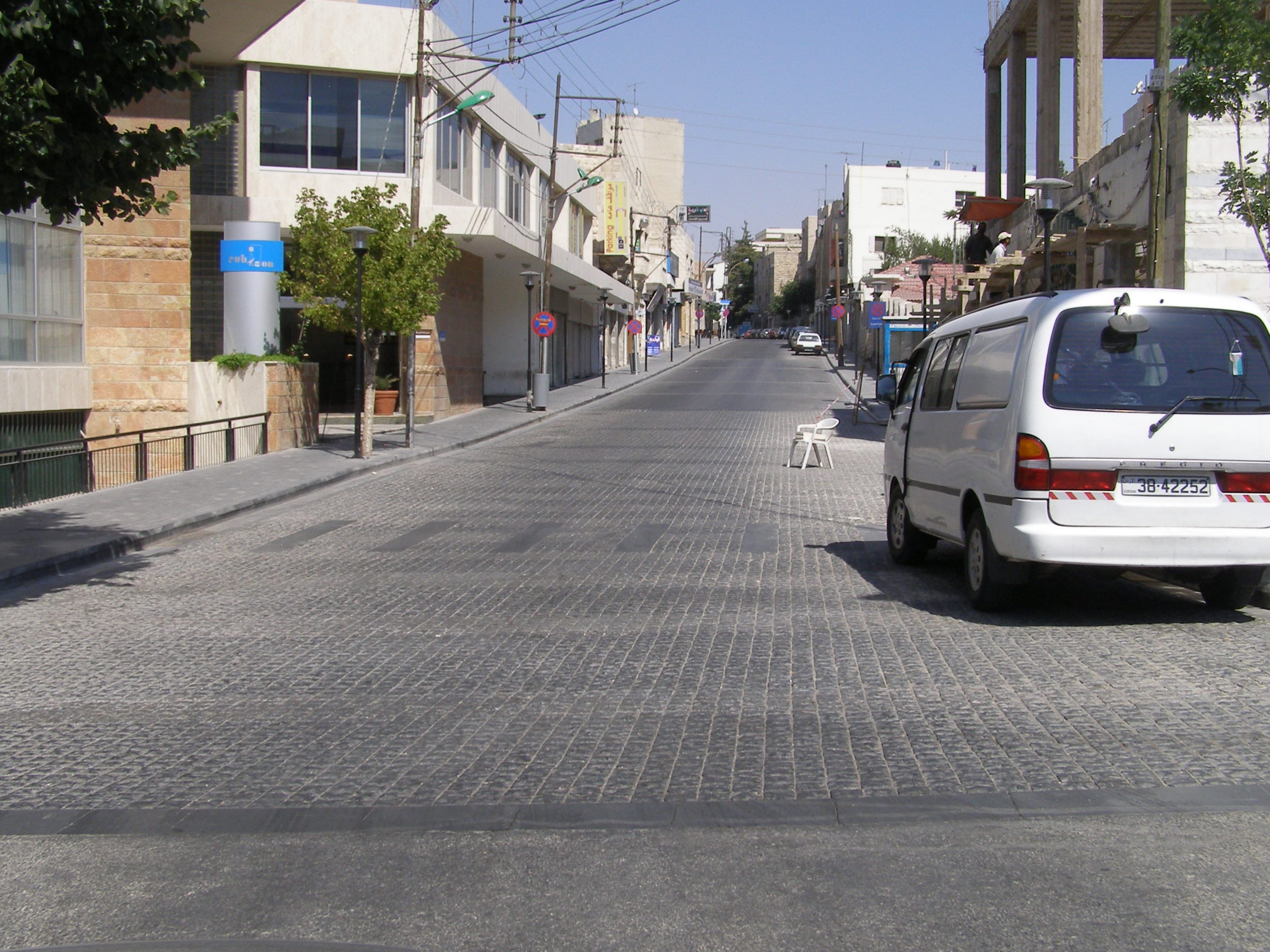
شارع الرينبو

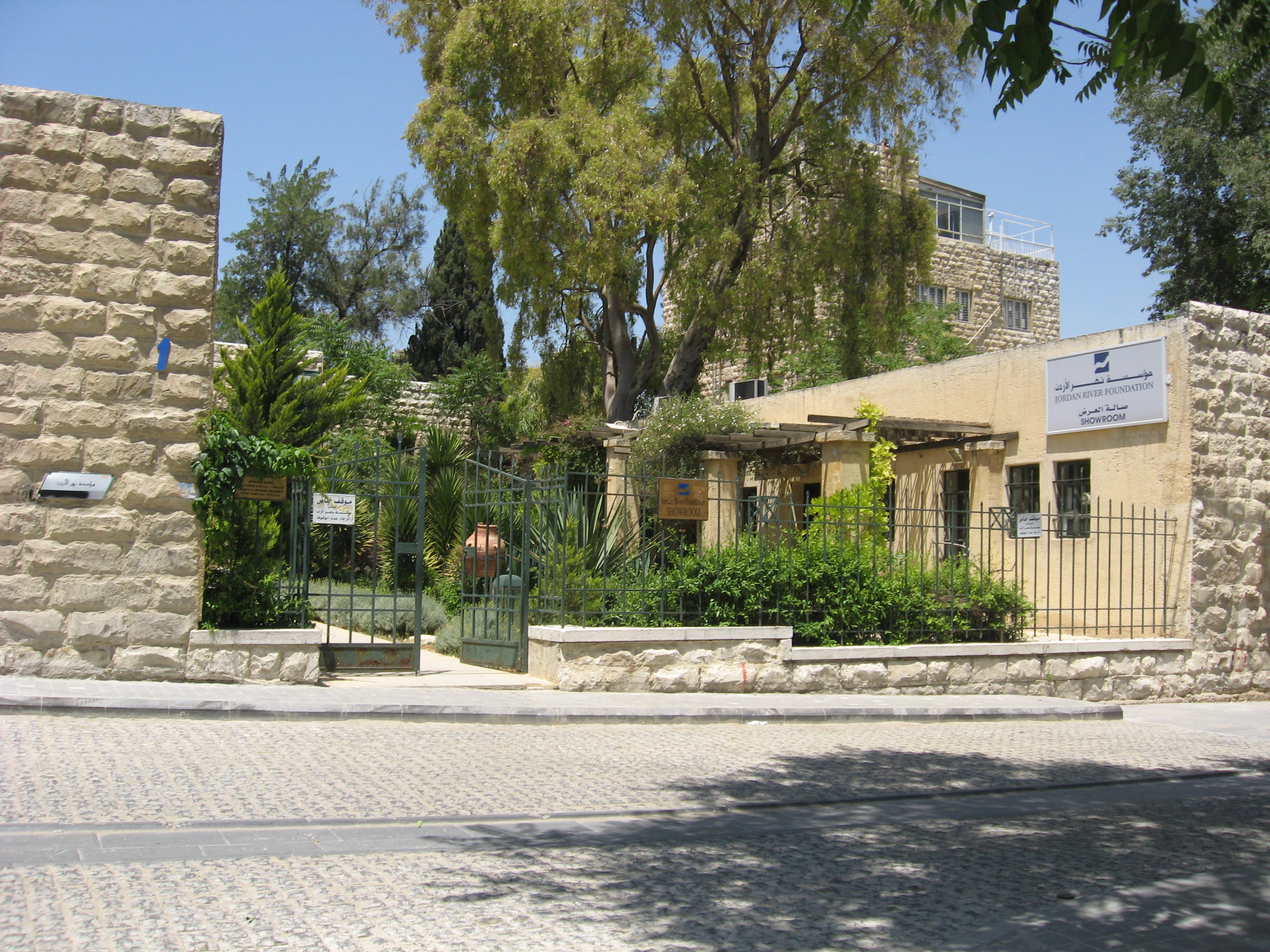
معرض مؤسسة نهر الأردن

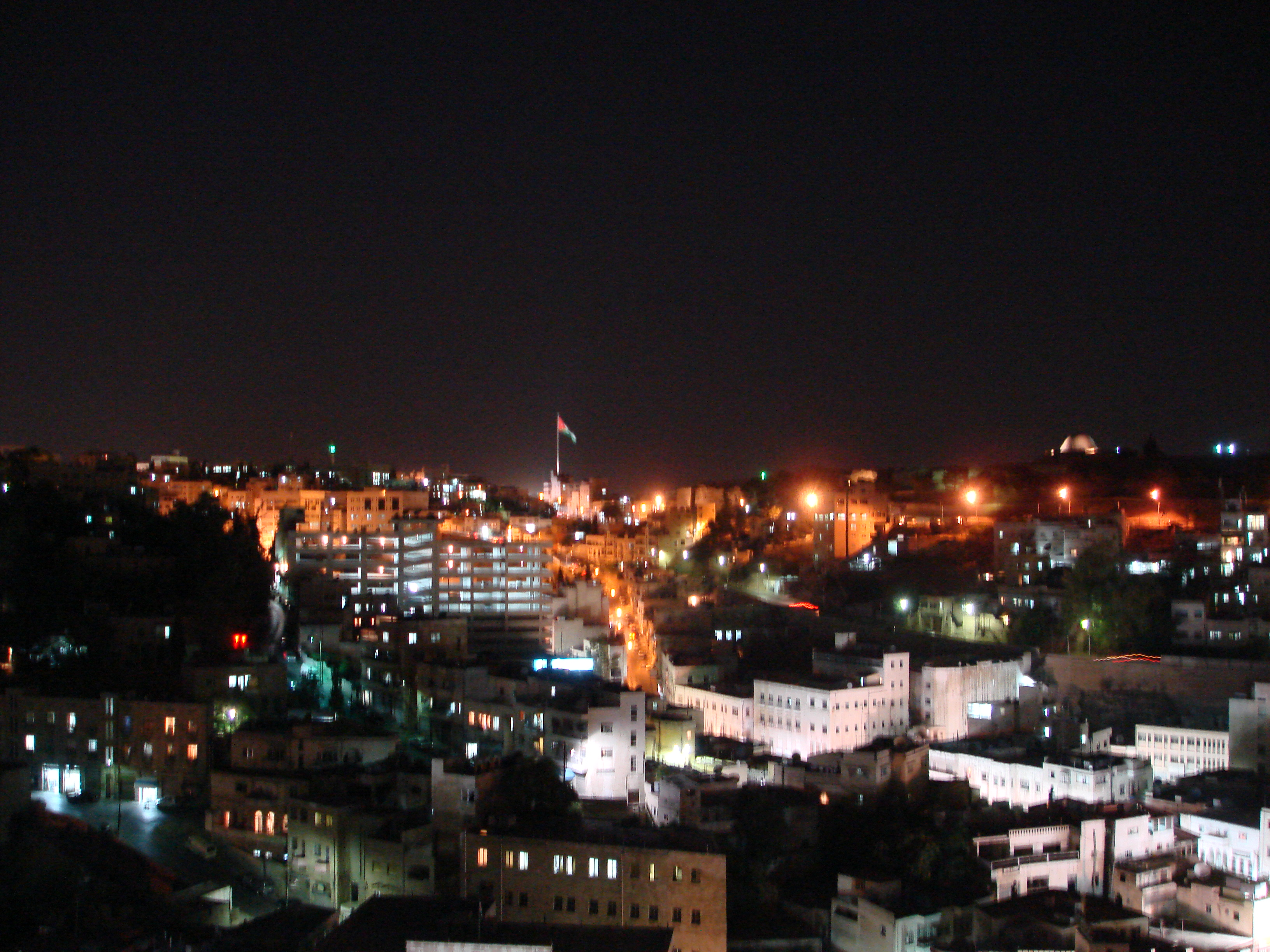
جبل القلعة كما يظهر من شارع الربنبو

شارع الرينبو أحد شوارع عمّان القديمة، وقد تم تحديثه واعتبرت المنطقة الواقعة حوله منطقة محمية لكونها جزءاً من تاريخ وتراث الأردن. يقع الشارع في جبل عمان من منطقة الدوار الأول ويتجه شرقاً حتى يصل إلى شارع منكو. من أشهر المعالم فيه مبنى السفارة السعودية سابقاً حيث انتقلت إلى مبناها الجديد في عبدون والمركز الثقافي البريطاني والمقر الرئيسي لشركة مصفاة البترول الأردنية ومسرح شمس البلد الذي كان داراً للسينما قديماً. كما يحد الشارع من طرفيه أهم بيوت التاريخ الحديث في الأردن مثل بيت الملك طلال وبيت الشريف زيد بن شاكر وبيت سعيد المفتي. كما يشمل معرض مؤسسة نهر الأردن والهيئة الملكية الأردنية للأفلام التي كان مبناها سابقاً هو إحدى قصور آل منكو. وتجري حوله الكثير من النشاطات الثقافية مثل سوق جارا وفعاليات فنون الشارع من عزفٍ ورسمٍ وغيرها. كما تقع فيه عدة مراكز ثقافية وترفيهية ومقاه على الرصيف، ويعتبر مركز جذبٍ للعديد من السياح والمواطنين على حدٍ سواء.